# Sunrise (film 2014)
Sunrise (Arunoday, in lingua marathi: अरुणोदय) è un film del 2014 diretto da Partho Sen-Gupta.
Il film, di produzione indipendente, affronta il tema della prostituzione minorile a Mumbai, alla luce dei dati sempre più allarmanti del governo indiano che segnalano 100'000 sparizioni di bambini all'anno.

## Trama
A Mumbai, l'ispettore cinquantenne Lakshman Joshi assiste impotente alla scomparsa di un crescente numero di bambini. Il tema lo tocca da vicino, dal momento che anche sua figlia Aruna fu rapita a soli sei anni di età fuori dalla scuola. Dal giorno della sua scomparsa, Joshi e Leela, la madre depressa e mentalmente instabile di Aruna, vivono paralizzati dal dolore e dai sensi di colpa.
La ricerca del rapitore di una dodicenne di nome Naina, conduce più volte Joshi nel night club Paradise, in cui vede ragazzine non ancora adolescenti ballare per il divertimento di uomini facoltosi. Fra queste, è convinto di avere riconosciuto Aruna. Ma mentre la sua ricerca continua, inizia a diventare sfuocato il confine che delimita la realtà dalla fantasia, portando ben presto lo spettatore a reinterpretare le certezze stabilite all'inizio e quindi ipotizzare un'inquietante follia di un padre che non riesce ad accettare la perdita della propria bambina.

## Produzione
Il regista pensò di realizzare un film sui rapimenti dei bambini quando vide un gruppo eterogeneo di uomini e donne di tutte le età e classi sociali protestare silenziosamente davanti a una stazione di polizia di Mumbai con in mano fotografie di bambini scomparsi.
La sceneggiatura fu scritta nel 2008 ma impiegò molto tempo per trovare i finanziatori, usufruendo anche della piattaforma online indiegogo attraverso la quale riuscì a raccogliere 21'000 dollari che gli servirono per proporre un trailer. Il progetto fu in seguito acquistato da un produttore francese della Dolcevita Films in occasione del Locarno Festival film market.

## Riconoscimenti
- 2014: Busan International Film Festival – Candidatura al premio New Currents al miglior film
- 2015: Asia Pacific Screen Awards – Candidatura alla miglior fotografia
- 2015: Sitges - Festival internazionale del cinema fantastico della Catalogna – Candidatura al miglior film
- 2015: Imagine Film Festival, Nuova Zelanda – Tulipano Nero al miglior film
- 2015: Durban International Film Festival – Miglior film e miglior fotografia
- 2015: Munich Film Festival – Premio One Future menzione onoraria

Fuori concorso
- 2015: Tribeca Film Festival
- 2015: Fantasia International Film Festival, Canada
- 2015: BFI London Film Festival